# Triepeolus nisibonensis
Triepeolus nisibonensis là một loài Hymenoptera trong họ Apidae. Loài này được Genaro mô tả khoa học năm 2001.